# Patareisadam
Le port de la batterie (estonien : Patareisadam, code EE PAR)  est un port à Tallinn en Estonie.

## Présentation
Patareisadam est un port de passagers situé à côté de l'hôtel de ville de Tallinn et appartenant à la ville de Tallinn.
Le port occupe une superficie terrestre de 2 060 m2 et une superficie aquatique de 121 000 m2. 
Le port dispose de 2 quais d'une longueur totale de 215 m. La plus grande profondeur à quai est de 5,6 m.
Pendant toute la période d'exploitation, le port n'a été utilisé que comme port de passagers.
Le plus grand navire possible à une longueur maximale de 105 m, une largeur maximale 20 m et un tirant d'eau de 4,5 m.

## Galerie

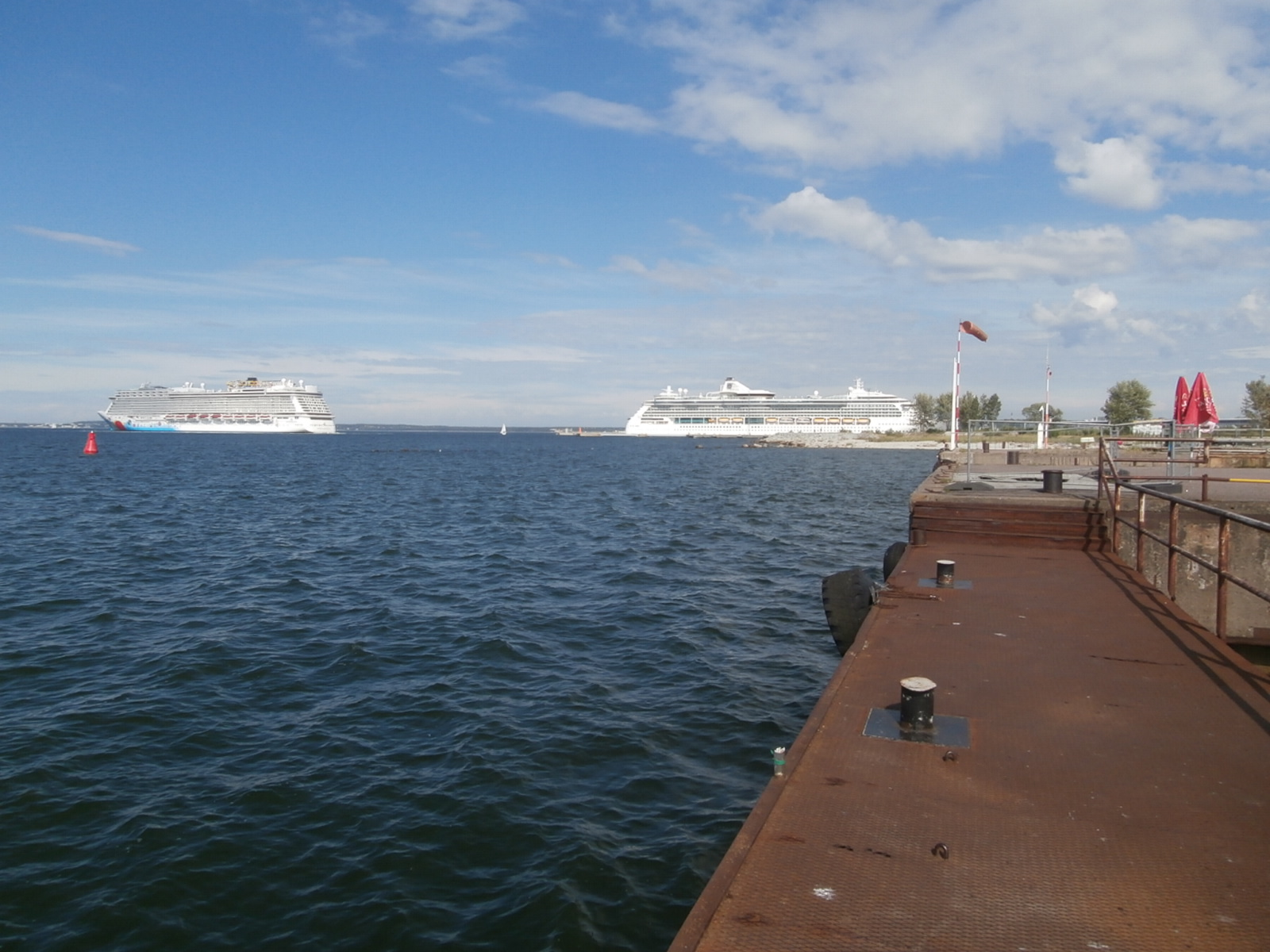
Brilliance of the Seas à quai au port Patareisadam.
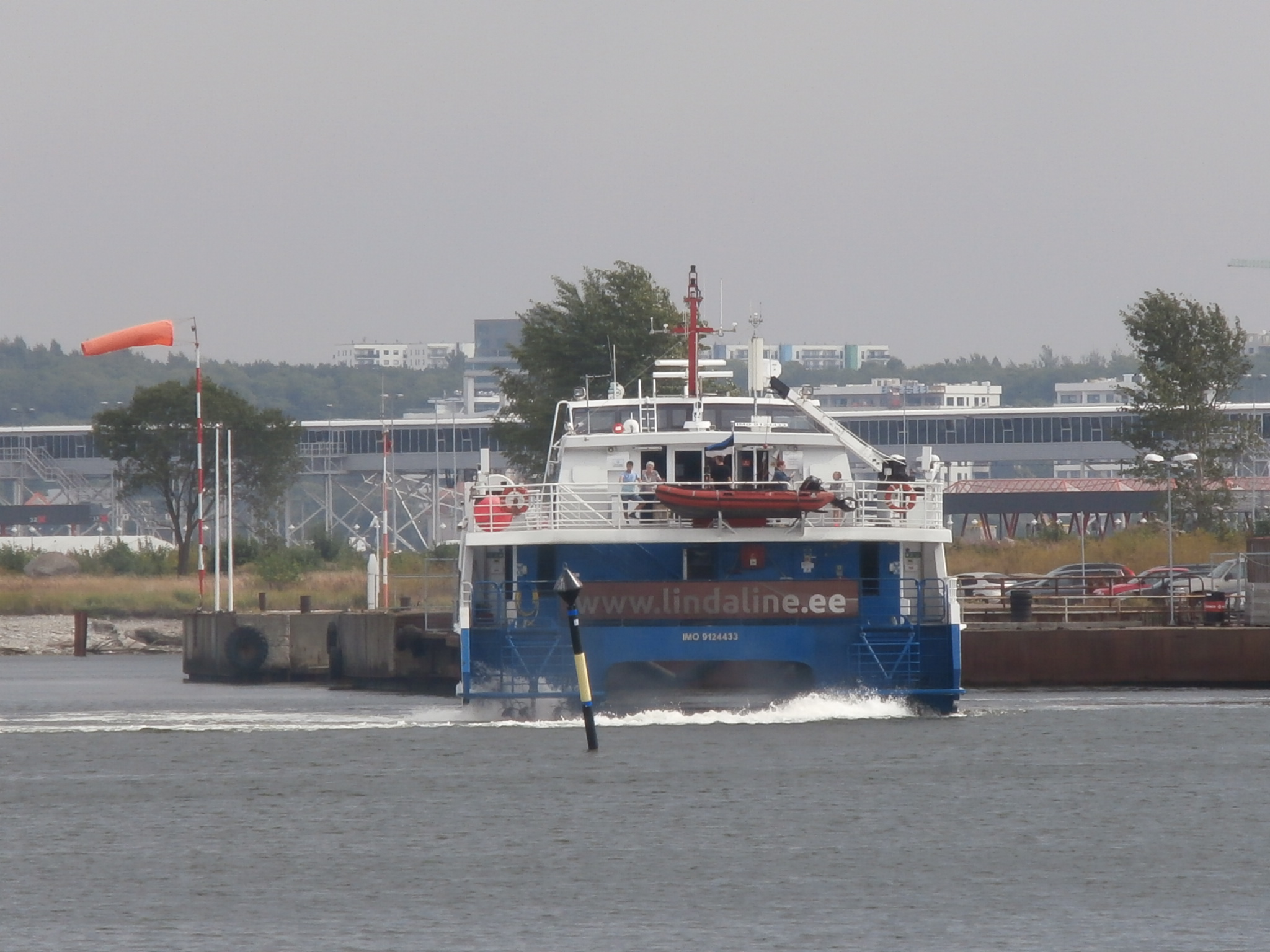
Karolin Stern au port Patareisadam.
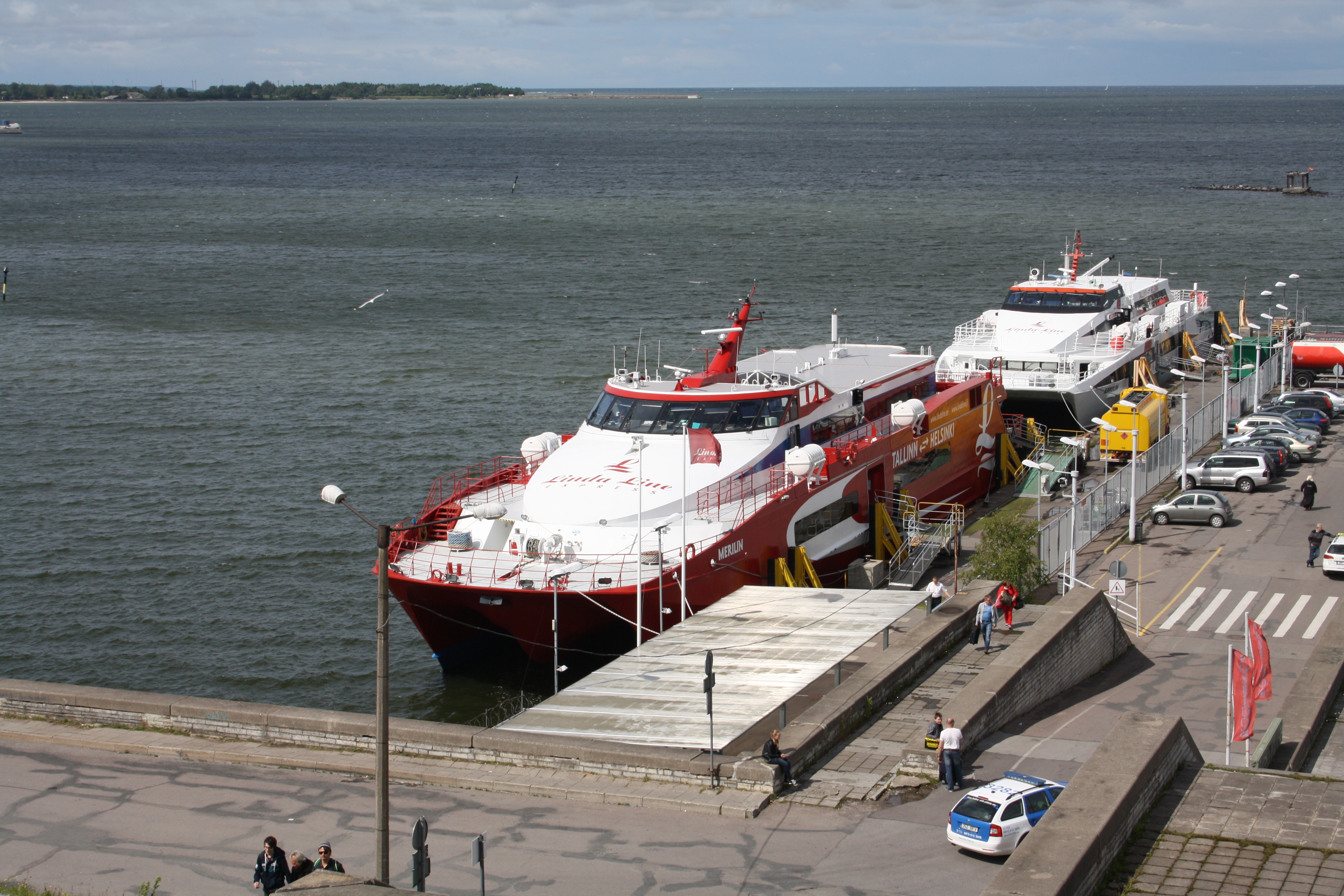